# 第19掷弹兵师

第19擲彈兵師徽章

第19掷弹兵师是德國國防軍的一個師，1944年10月在丹麥埃斯比约成立。该师後來撤退至摩泽尔河一带，1945年4月，该师撤至弗兰肯，之後全師向盟军投降。